# The Classified
The Classified foi uma banda de rock progressivo formada na California em 1984. A banda se tornou notória por ser composta, entre outros, por Steve Vai e Stu Hamm.
Em 2016, Steve Vai lançou o álbum Modern Primitive, que é composto por material que foi escrito e parcialmente gravado com esta banda. Por conta disso, em 2017, esse mesmo álbum (Modern Primitive) foi incluído como o 7o CD do box The Secret Jewel Box, que é uma coleção de coletâneas do Steve Vai compostas por álbuns que contém gravações "esquecidas" do catálogo do guitarrista. Neste box, o álbum foi chamado de Steve Vai & The Classified - Modern Primitive.

## Membros
- Steve Vai - Guitarras e vocais principais
- Stu Hamm - baixo, back-vocals
- Tommy Mars - Teclados, back-vocals
- Sue Mathis - Teclados e vox
- Mike Barsimanto - baterias
- Chris Frazier - baterias